# Wallabi Group
Il Wallabi Group è il gruppo più settentrionale dell'Houtman Abrolhos, una catena di 122 isole, e barriere coralline associate, situate nell'oceano Indiano al largo della costa dell'Australia Occidentale, nella regione del Mid West. Le isole appartengono alla Local government area della Città di Greater Geraldton.

## Geografia
Il Wallabi Group raggruppa una serie di isole in un'area di circa 17 chilometri per 10; è inclusa anche North Island che si trova discosta a nord-ovest.
Le isole maggiori che formano il gruppo sono: 
- Beacon Island, che ha un'area di 2,778 ha, 28°28′30″S 113°47′09″E.
- Dick Island, 3,463 ha, 28°29′46″S 113°46′00″E.
- East Wallabi Island
- Eastern Island, 2,635 ha, 28°27′52″S 113°48′49″E.
- Long Island, 11,833 ha, 28°28′18″S 113°46′25″E.
- North Island
- Oystercatcher Island, 4,743 ha, 28°27′44″S 113°42′53″E.
- Pigeon Island, 4,216 ha, 28°27′16″S 113°43′37″E.
- Seagull Island, 7,614 ha, 28°27′25″S 113°43′01″E.
- West Wallabi Island

## Storia
Il gruppo Wallabi è conosciuto per il naufragio della Batavia sul Morning Reef vicino a Beacon Island, nel 1629, e il conseguente ammutinamento e massacro che ebbe luogo tra i sopravvissuti.